# Moone Boy
Moone Boy é uma série de televisão irlandesa do gênero comédia criada e co-estrelada por Chris O'Dowd para a emissora britânica Sky1. O último episódio foi exibido em 13 de maio de 2015.

## Enredo
A história apresenta Martin (David Rawle), um garoto de 11 anos que vive na companhia de sua família excêntrica. Seu melhor amigo é Sean Murphy (O’Dowd), um sujeito criado pela imaginação de Martin que lhe dá diversos conselhos, muitos dos quais não valem a pena ser seguidos. Na escola, Martin convive com Padraic (Ian O’Reilly), um garoto que também conta com um amigo imaginário para enfrentar seus problemas. Neste caso, o lendário lutador de luta-livre Crunchy Danger Haystacks (Johnny Vegas).

## Produção
Co-escrita por Nick Vincent Murphy e produzida pela Baby Cow Productions, Sprout Pictures, Hod Cod Productions com a Grand Pictures, a série é uma semi-autobiografia de Chris O'Dowd e centra-se na vida de um menino crescendo em Boyle, County Roscommon, na Irlanda no final de 1980 e início de 1990. A série é uma produção da Sprout Productions, empresa do comediante Stephen Fry, em parceria com a Baby Cow Productions.

## Elenco
- Chris O'Dowd ... Seán Murphy
- David Rawle ... Martin Moone
- Deirdre O'Kane ... Debra Moone
- Peter McDonald ... Liam Moone
- Aoife Duffin ... Trisha Moone
- Clare Monnelly ... Fidelma Moone
- Sarah White ... Sinéad Moone
- Ian O'Reilly ... Padraic O'Dwyer
- Steve Coogan ... Francie "Touchy" Fehily
- Johnny Vegas ... Crunchie Haystacks
- Steve Wall ... Danny Moone
- Norma Sheahan ... Linda
- Ronan Raftery ... Dessie

## Recepção
A série estreou na Inglaterra em setembro de 2012 conquistando a média de 698 mil telespectadores. Ao longo da exibição dos demais cinco episódios, a série foi perdendo audiência. Na média, a temporada registrou 488 mil telespectadores. Considerando que a média de audiência do canal Sky1 está entre 600 e 800 mil telespectadores, Moone Boy ficou com uma audiência razoável. Além disso, a série foi bem recebida pela crítica e chegou a ganhar um prêmio Emmy Internacional em 2013.

## Prêmios e indicações
| Ano  | Premiação             | Categoria                                 | Resultado |
| ---- | --------------------- | ----------------------------------------- | --------- |
| 2012 | British Comedy Awards | Melhor Comédia                            | Indicado  |
| 2013 | Emmy Internacional    | Melhor Série de Comédia                   | Venceu    |
| 2013 | IFTA                  | Melhor Programa de Entretenimento         | Venceu    |
| 2013 | IFTA                  | Melhor Ator Coadjuvante (Chris O'Dowd)    | Indicado  |
| 2013 | IFTA                  | Melhor Atriz Coadjuvante (Deirdre O'Kane) | Indicado  |